# Donna (namn)

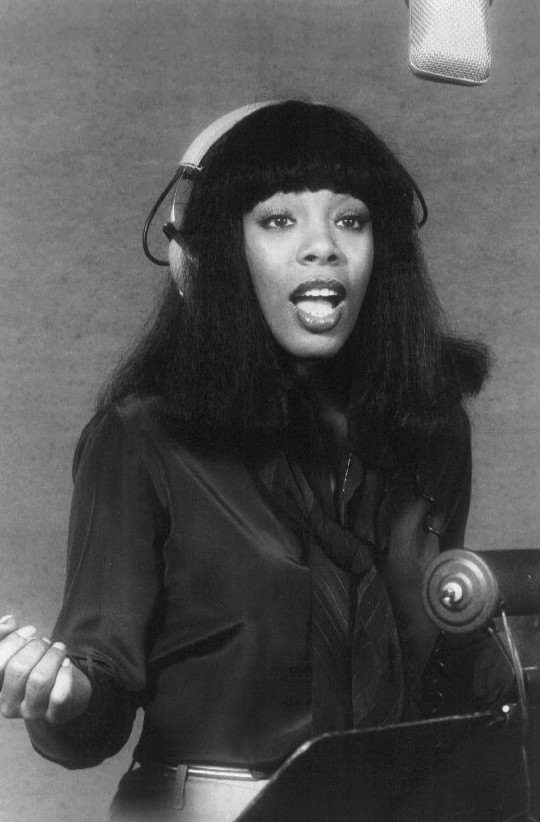
Donna Summer

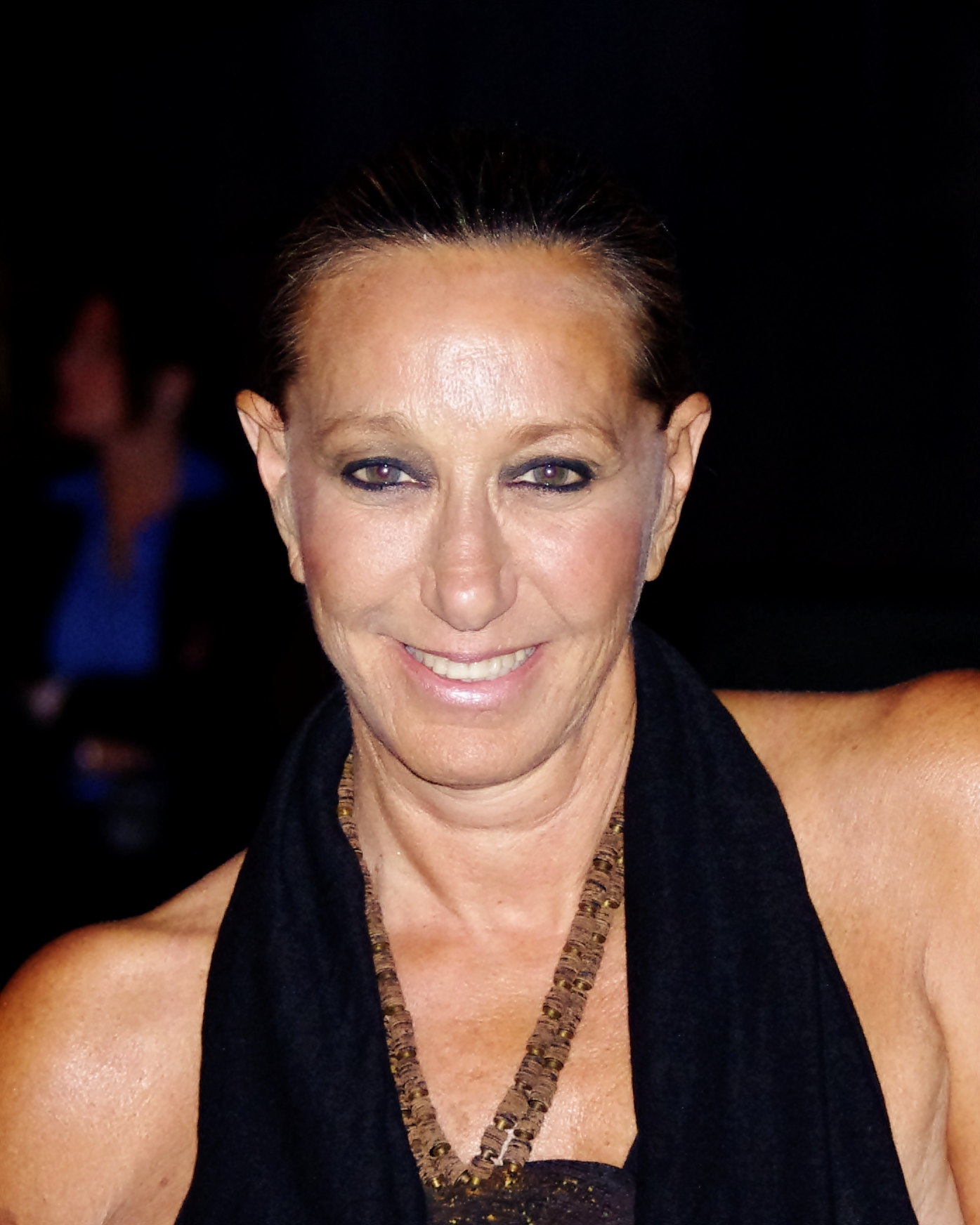
Donna Karan

Donna är ett italienskt kvinnonamn bildat av ett ord som betyder kvinna.
Den 31 december 2014 fanns det totalt 259 kvinnor folkbokförda i Sverige med namnet Donna, varav 169 bar det som tilltalsnamn.
Namnsdag: saknas

## Personer med namnet Donna
- Donna Burke, australisk sångerska och röstskådespelerska
- Donna Caponi, amerikanskt golfproffs
- Donna Fargo, amerikansk sångerska
- Donna Fraser, brittisk friidrottare
- Donna Haraway, amerikansk vetenskapsteoretiker, vetenskapshistoriker och feminist
- Donna Hartley, brittisk friidrottare
- Donna Karan, amerikansk modeskapare (DKNY)
- Donna Leon, amerikansk författare
- Donna Reed, amerikansk skådespelare
- Donna Summer, amerikansk sångerska
- Donna Tartt, amerikansk författare
- Donna Wilkes, amerikansk skådespelare

## Fiktiva personer med namnet Donna
- Donna Anka, Disney-karaktär
- Donna Martin, en av huvudpersonerna i TV-serien Beverly Hills